# Donaueschinger Passionsspiel
Als Donaueschinger Passionsspiel wird eine wohl aus Villingen stammende Handschrift des 15. Jahrhunderts bezeichnet, die die Passion Jesu Christi in ihrem heilsgeschichtlichen Zusammenhang darstellt.

## Handschrift
Das Donaueschinger Passionsspiel ist in einer einzigen Handschrift überliefert und befand sich von 1794 in der Fürstlich-Fürstenbergischen Hofbibliothek Donaueschingen. Nach dem Verkauf der Handschrift an das Land Baden-Württemberg 1992 befindet sie sich heute als Cod. Donaueschingen 137 in der Badischen Landesbibliothek in Karlsruhe.
Es handelt sich um eine Papierhandschrift, 31,5 cm hoch, 10,5 cm breit. Sie umfasst 88 Blätter und ist in einen bunten Pappeinband gebunden, der wohl aus der 2. Hälfte des 19. Jahrhunderts stammt. Wie das Villinger Passionsspiel so stammt wohl auch der Donaueschinger Text aus dem Franziskanerkloster in Villingen. Das Passionsspiel wurde im 15. Jahrhundert niedergeschrieben; das meiste stammt von einer Hand. Die Schrift ist eine gotische Kursive, die Sprache ein spätmittelalterliches Alemannisch. Den lateinischen Liedern wurden Musiknoten beigegeben. Der Text des Passionsspiels wurde in schwarzer, die Regieanweisungen in roter Tinte geschrieben.
Dem Passionsspiel liegt eine Bühnenskizze bei, der so genannte Donaueschinger bzw. Villinger Bühnenplan. Das Verhältnis zwischen Bühnenplan und Passionsspiel ist unklar.
Das Donaueschinger Passionsspiel geht aller Wahrscheinlichkeit auf eine Vorform des Luzerner Osterspiels zurück, die nach 1470 nach Villingen kam und als Vorlage des Donaueschinger Textes diente.

## Inhalt
An mehreren Schauplätzen einer Simultanbühne (am Markt oder Kirchplatz) fand unter Teilnahme der Zuschauer die parallele Simultanhandlung des Passionsspiels statt, das in seiner Donaueschinger Ausprägung mit der Bekehrung der Maria Magdalena beginnt. Es folgen einige Heilungswunder Jesu Christi, u. a. die Auferweckung des Lazarus, sowie die Tempelreinigung. Die eigentliche Passion eröffnet sich mit dem Einzug Christi in Jerusalem und den Verrat des Judas. Diesen Szenen des ersten Tages des Passionsspiels folgten die des zweiten Aufführungstages. Abendmahl und Fußwaschung sowie die Verurteilung Jesu stehen zunächst im Vordergrund. Es folgen Kreuzigung, Kreuzabnahme und Begräbnis, die Auferstehung und Höllenfahrt Christi und schließlich die Verkündigung der Auferstehung.

## Editionen
- Eduard Hartl (Hrsg.): Das Donaueschinger Passionsspiel. Mit Einleitung und Anmerkungen auf Grund der Handschrift. (= Deutsche Literatur. Reihe Drama des Mittelalters; Bd. 4 / Passionsspiele; Bd. 2). Reclam, Leipzig 1942
- Franz Josef Mone (Hrsg.): 15. Passionsspiel, in: Schauspiele des Mittelalters. Aus Handschriften herausgegeben und erklärt. Neue Ausgabe. 2. Band. Bensheimer, Mannheim 1852, S. 150 ff. (Edition ab S. 184) Digitalisat
- Antonius H. Touber (Hrsg.): Das Donaueschinger Passionsspiel. (= Reclams Universal-Bibliothek; 8046). Reclam, Stuttgart 1985, ISBN 3-15-008046-0